# Espeleonaushonia palauensis
Espeleonaushonia palauensis is een tienpotigensoort uit de familie van de Laomediidae. De wetenschappelijke naam van de soort is voor het eerst geldig gepubliceerd in 2010 door Alvarez, Villalobos & Iliffe.